# Yasser Al-Mosailem
Yasser Al-Mosailem (Al-Hasa, 27 februari 1984) is een Saoedi-Arabisch voormalig  voetballer die als doelman speelde.

## Clubcarrière
Al-Mosailem speelde in de jeugd voor Al-Ahli waar hij in 2005 in het eerste team kwam. Met zijn club werd hij in 2016 landskampioen en won hij meerdere bekertoernooien.

## Interlandcarrière
Hij debuteerde in 2007 voor het Saoedi-Arabisch voetbalelftal. Hij maakte deel uit van het Saoedische team op het Azië Cup 2007, waar de finale gehaald werd, en het wereldkampioenschap voetbal 2018.